# Imperivm Civitas III
Imperivm Civitas III és la continuació de la saga de jocs d'estratègia Imperivm. Aquest joc es desenvolupà a FX Interactive i ofereix un mode de joc on l'objectiu central no són les batalles, sinó la construcció de l'Imperi Romà.

## Noves opcions de joc
En aquest nou videojoc, la gent ja no viu en cases familiars, sinó a grans edificacions on s'acumula gran quantitat de mà d'obra.
Segueixen existint tres estaments socials: els proletaris, els equites i els patricis. Cada un d'aquests estaments té unes necessitats que cobrir i unes habilitats que permeten realitzar les activitats cada vegada més sofisticades.
Civitas III es beneficia del mateix motor gràfic que va ser utilitzat en el seu predecessor dotat d'un més alt grau de detall. Destaca per la il·luminació, amb les ombres d'uns edificis sobre altres, junt a alguns efectes interessants jugant amb el sol o la nit que canvia com percep el jugador la imatge, quasi com si realment tinguéssim un sol en el monitor afectant-nos la visió.
Respecte a les textures, de prop tenen bon aspecte, amb fals relleu per donar sensació de 3D. Tanmateix, quan t'allunyes una mica i mires cap al fons, el canvi a baixa resolució del que queda en el fons, que s'acostuma a fer per reduir despesa de memòria gràfica i GPU, és massa notable.
La càmera es pot moure lliurement amb el ratolí i fins i tot acostar-la per no perdre d'ull els diminuts, a la nostra vista, òbviament, habitants de la nostra ciutat.

## Conceptes del joc

### Ciutadans
- Esclaus: no són ciutadans i tampoc no gaudeixen dels drets dels ciutadans romans, no cal satisfer-los de cap manera, treballen als llocs més bàsics de la ciutat com pedreres o serradors, encara que produeixen menys que els plebeus.
- Plebeus: els plebeus habiten a les ínsules, els ciutadans de classe més baixa de la ciutat. Els plebeus exigeixen que siguin satisfetes les seves necessitats alimentàries, poden treballar a serradors, terrisseries, pedreres, alguns temples o mercats, a més si la seva satisfacció alimentària és superior al 50% produeixen artesanies, que són demandades pels equites.
- Equites: els equites habiten a les cases, són els ciutadans de classe mitjana, demanen que se satisfacin les seves necessitats alimentàries i lúdiques, a més demanen artesanies, que són produïdes a les ínsules. Els equites treballen a tavernes, mercats, ports o prefectures. Produeixen 10 reclutes que poden ser soldats.
- Patricis: els patricis habiten les luxoses vil·les i són els ciutadans de classe alta de la ciutat. Els patricis demanen vestidures i oli d'oliva, a més d'altres necessitats alimentàries, lúdiques i espirituals. Els patricis treballen a les termes o en alguns temples. A més, paguen més impostos que els altres ciutadans i donen més diners als temples.

### Materials, aliments i productes

#### Materials
- Fusta: la fusta es produeix als serradors, que han de ser emplaçats prop de boscs i són explotats per esclaus o per plebeus, la fusta és un element bàsic per a la construcció.
- Maons: els maons es produeixen a les terrisseries, que només es poden construir prop de grans masses d'aigua, com mars, rius o aqüeductes, les terrisseries poden ser explotades per esclaus o per plebeus.
- Jaciments: els jaciments es troben dispersos pel mapa i per a cadascun cal una pedrera diferent, hi ha jaciments de pedra, d'or, de marbre i de ferro. Les pedreres poden ser explotades per esclaus o per plebeus.

#### Aliments
- Carn: la carn es produeix a les granges porcines, les quals han de ser instal·lades prop de camps fèrtils. Les granges porcines són explotades per esclaus i per plebeus, a més la carn pot transformar-se en embotits a les carnisseries.
- Blat: el blat es produeix als camps de blat, els quals han d'instal·lar-se prop de camps fèrtils. El blat ha de ser portat als molins perquè sigui transformat en farina, els camps de blat són explotats per esclaus o plebeus.
- Embotits: els embotits són aliments essencials per a qualsevol classe de ciutadà, es produeixen a les carnisseries on cal carn, les carnisseries poden ser dirigides per plebeus o per equites.
- Pa: el pa s'obté a les fleques, aquest aliment és essencial per satisfer les demandes alimentàries dels ciutadans, el blat ha de ser portat al molí, i la farina que s'hi produeix cal portar-la a les fleques. Les fleques poden ser dirigides per plebeus o per equites.
- Vi: el vi és un producte essencial per a les classes mitjana i alta de la ciutat. Es produeix als vinyars, que s'han de construir prop de camps fèrtils. El vi és portat a les tavernes. Els vinyars només poden ser explotats per plebeus.
- Oli d'oliva: l'oli es produeix als olivars, els quals s'han de construir prop de camps fèrtils. L'oli és un producte demanat pels patricis i a més és molt cotitzat al comerç. Els olivars només poden ser explotats per plebeus.

#### Productes
- Artesanies: les artesanies són produïdes a les ínsules, però només si els plebeus tenen almenys un 50% de satisfacció alimentària, les artesanies són demanades pels equites i a més és un producte molt cotitzat al comerç
- Lli: el lli és un producte que s'aconsegueix a les plantacions de lli, les quals s'han d'instal·lar prop de camps fèrtils, i només poden ser explotades per plebeus.
- Vestidures: quan el lli és portat a les sastreries és transformat en vestidures, les quals són demanades pels patricis, les sastreries només poden ser dirigides per equites.

### Satisfacció lúdica
- Taverna i fonda: a la taverna i a la fonda se satisfan les necessitats lúdiques, i en menor mesura les alimentàries dels ciutadans. La taverna i la fonda demanen embotits, pa i vi i poden ser regentades per equites o per patricis.
- Arena: a l'arena s'hi celebren les lluites de gladiadors que satisfan en gran manera les necessitats lúdiques dels ciutadans, perquè funcioni cal que hi hagi esclaus a la ciutat. L'arena també produeix gladiadors i secutors.
- Teatre: el teatre és una obra arquitectònica de gran importància, proporciona gran satisfacció lúdica als ciutadans, tot i que requereix una gran despesa de manteniment. Només pot ser regentat per plebeus.
- Termes: les termes són edificis essencials per satisfer les necessitats lúdiques dels patricis. Per poder construir-les cal disposar d'una gran massa d'aigua propera. Només poden ser regentades per patricis.
- Colosseu: el colosseu és una de les obres arquitectòniques més grans que es poden fer a la ciutat. Són molt costosos de construir i només se'n permet un per ciutat. El colosseu satisfà el 100% de la satisfacció lúdica de totes les ciutats que hi hagi en el seu radi d'acció.
- Circ: el circ és l'edifici més gran, el més costós de construcció i de manteniment. A canvi, però, satisfà al 100% la satisfacció lúdica de tota la ciutat.

### Satisfacció espiritual
- Temple de Saturn: el temple de Saturn és l'únic disponible al principi de la partida, és el temple que menys denaris reporta de les donacions. Pot ser dirigit per plebeus o patricis.
- Temple de Vesta: només es pot construir després de desenvolupar la seva millora corresponent, les donacions a aquest temple poden ser recollides encara que costi un 30% de popularitat. El temple pot ser dirigit per plebeus o equites.
- Temple de Mart: és un dels temples disponibles per construir, i a més un dels que més denaris costa. Pot ser dirigit per equites o per patricis.
- Temple de Júpiter: és l'últim temple disponible per construir, a més, amb el de Mart, és un dels que més denaris aporta. Pot ser dirigit per equites o per patricis.
- Panteó: el panteó és l'obra màxima per satisfer les necessitats espirituals dels ciutadans. Satisfà al 100% les necessitats espirituals dels habitatges en el seu radi d'acció, a més si la satisfacció de la ciutat és elevada, proporciona molts denaris. El panteó només pot ser dirigit per patricis.

### Comerç
- Mercat d'artesania: els mercats d'artesania produeixen l'artesania demanada pels equites i satisfà en menor mesura la necessitat alimentària. Els mercats d'artesania només poden ser regentats pels equites.
- Mercat de comerç: al mercat de comerç es poden establir relacions comercials amb altres ciutats, sempre que s'hagi capturat algun quadrivium. El mercat de comerç només pot ser regentat per plebeus.
- Port: els ports es construeixen als molls, als ports s'hi poden establir relacions comercials amb altres ciutats portuàries, tot i que a diferència del comerç terrestre, no cal capturar cap quadrivium. Els ports només poden ser regentats pels equites.
- Far: el far es construeix prop del mar i proporciona noves rutes comercials marítimes, tot i que només se'n permet construir un per ciutat. Els fars no són dirigits per cap ciutadà.